# Port de Miiduranna
Le port de Miiduranna (estonien : Miiduranna sadam) est un port maritime situé dans le village de Miiduranna de la péninsule de Viimsi en Estonie. 

## Présentation
Le territoire du port couvre 46 855 m2 de terrain et 852 000 m2 d' eau.
Le port dispose de 10 postes d'amarrage d'une longueur totale de 925 m. La profondeur maximale au quai est de 13 m.
Le plus grand bateau pouvant amarrer: longueur 195 m, largeur 32 m, tirant d'eau 12,3 m.

## Galerie

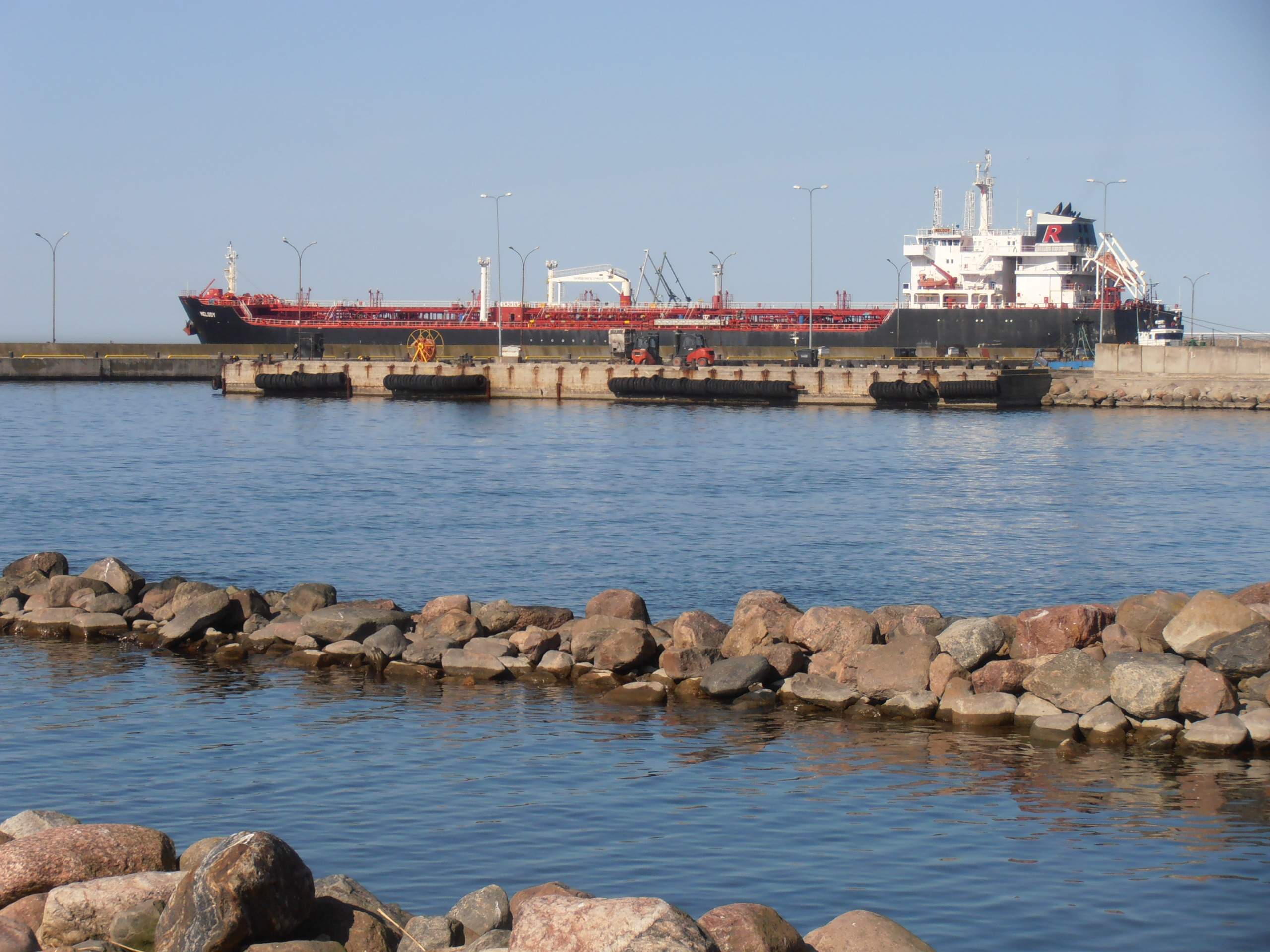
Melody au Port de Miiduranna.
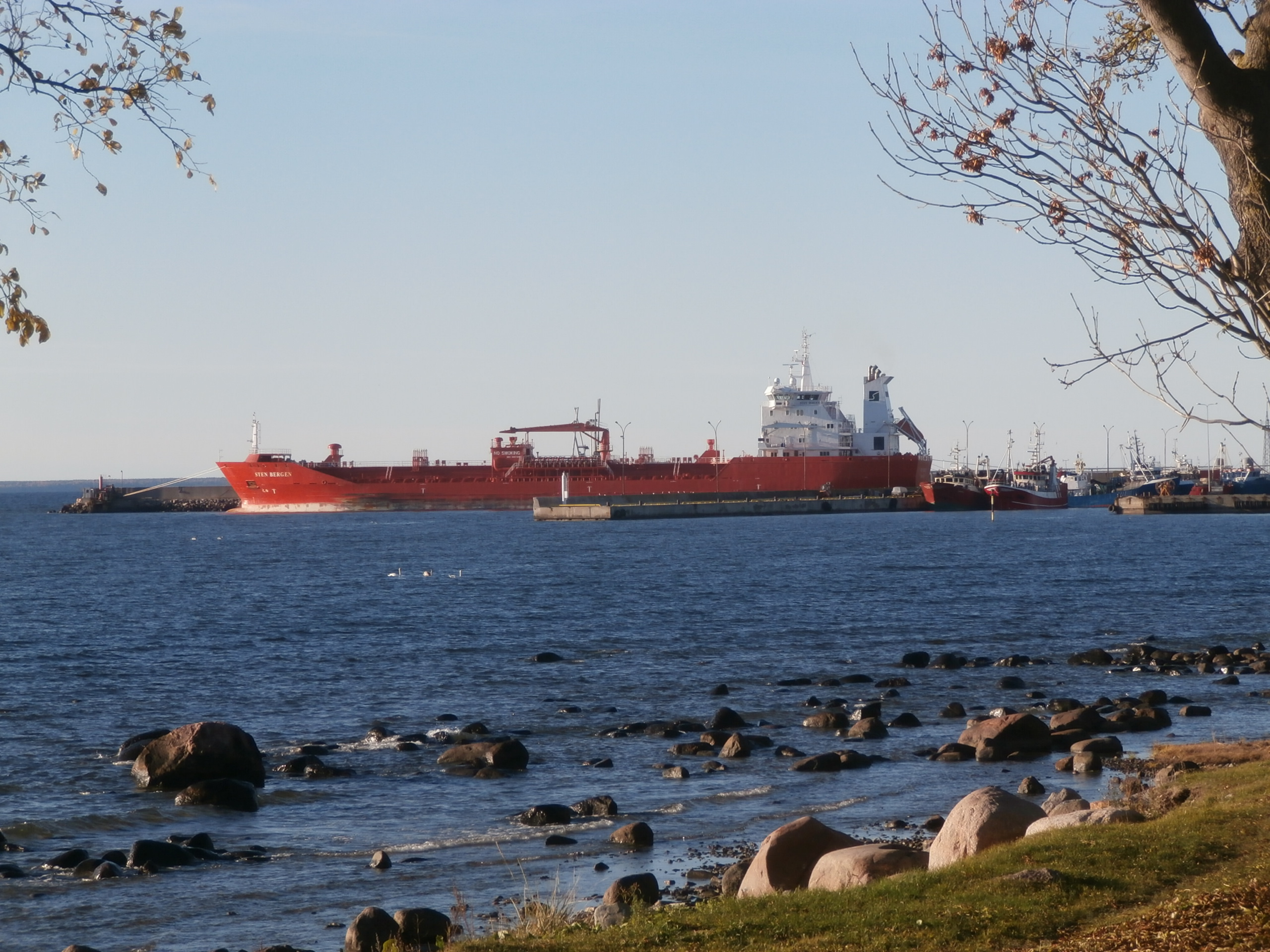
Sten Bergen au Port de Miiduranna.
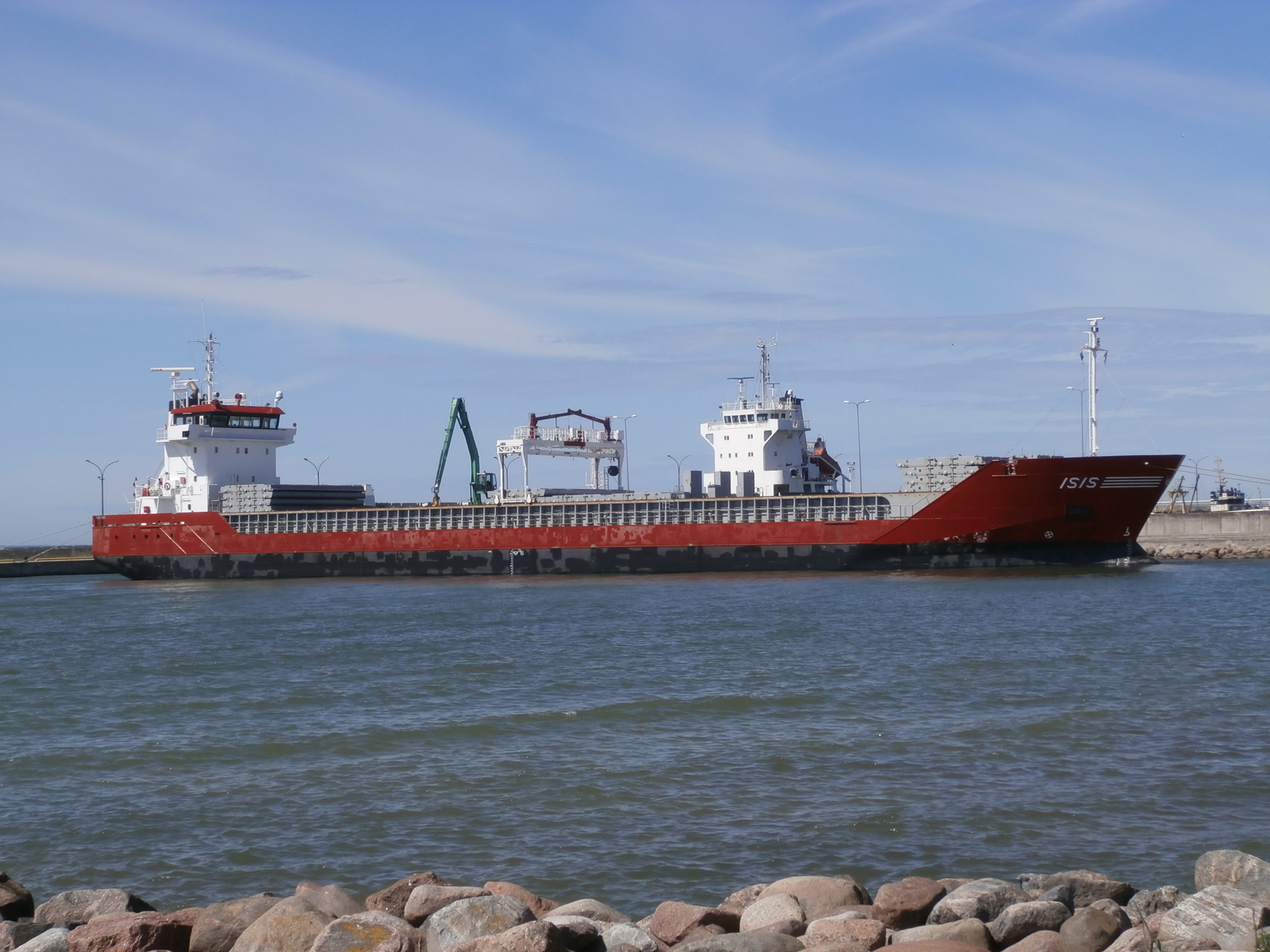
Isis à quai au Port de Miiduranna.
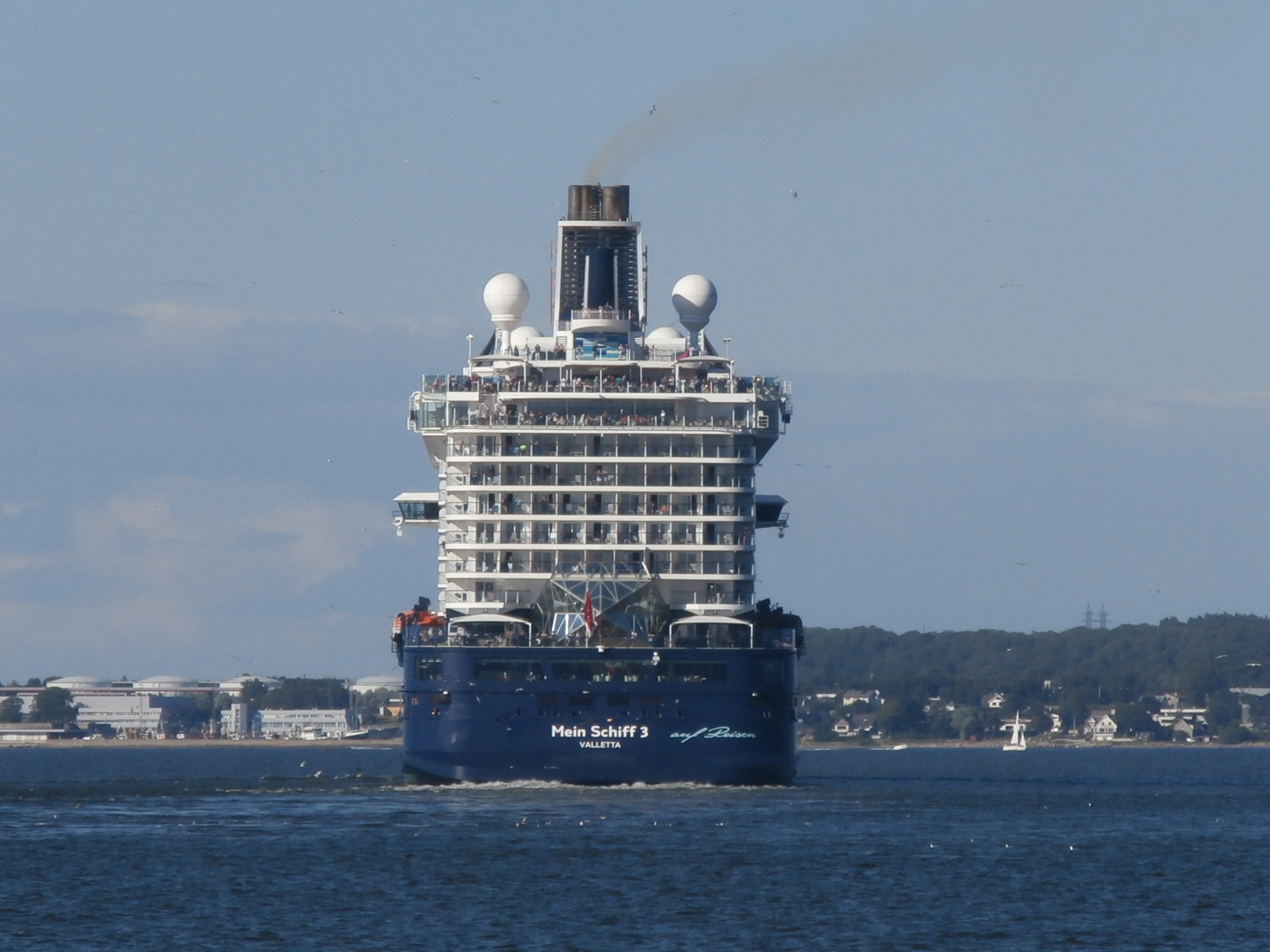
Mein Schiff au port de Tallinn et en arrière plan le Silverfors au port de Miiduranna.